# Park Yong-jin

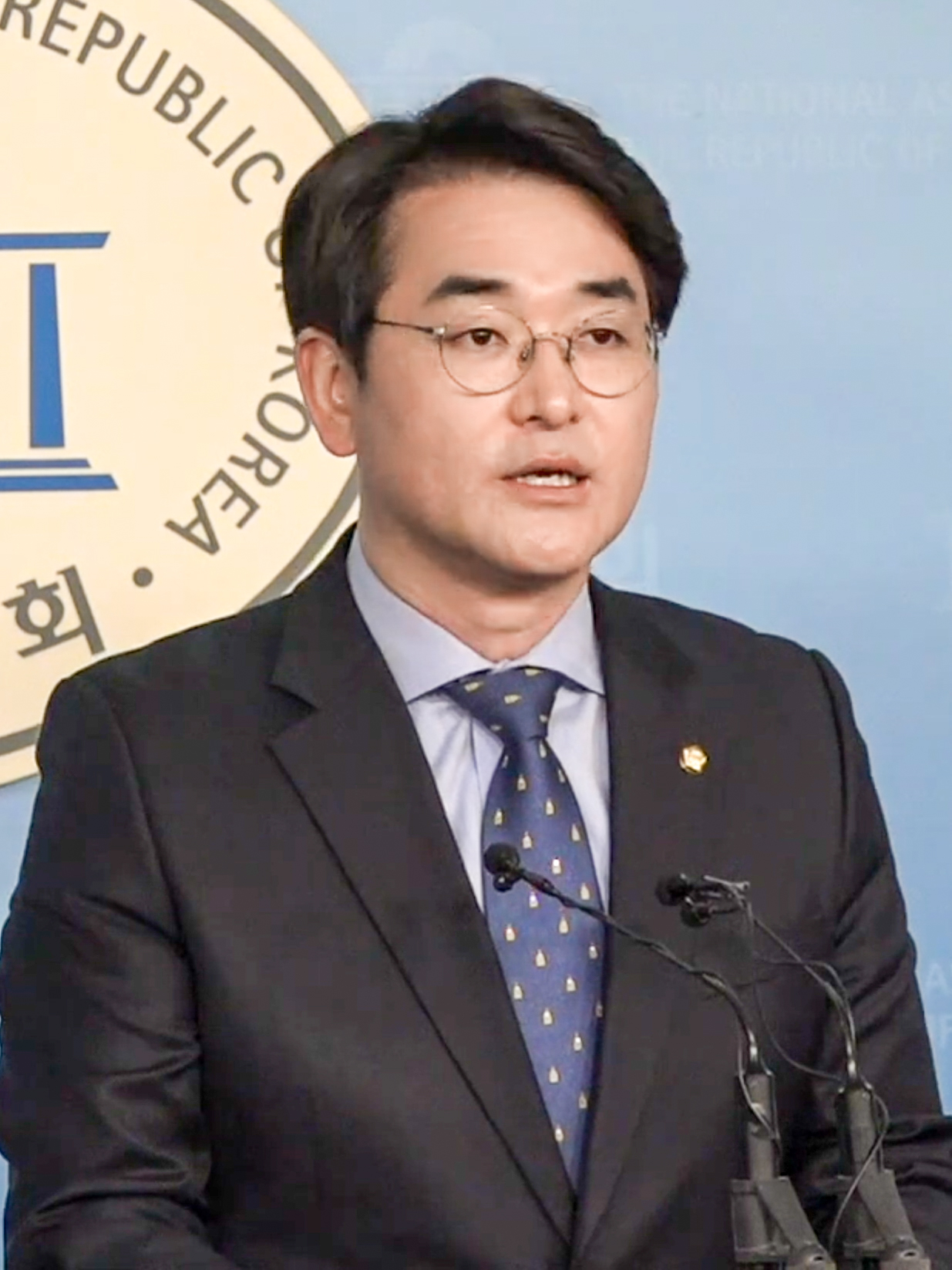
Park Yong-jin (2019)

Park Yong-jin (* 17. April 1971 in Jangsu, Jeollabuk-do) ist ein südkoreanischer Politiker der Deobureo-minju-Partei, der seit Mai 2016 als Mitglied der Gukhoe für den Seouler Gangbuk-gu amtiert.

## Werdegang
Park studierte Soziologie an der Sungkyunkwan-Universität. Er begann danach als Aktivist für Arbeiterrechte und war ein Gründungsmitglied err linksgerichteten Minju-nodong-Partei. Später schloss er sich der Jinbo-sin-Partei an.
Anfang Mai 2021 verkündete Park sich in der Vorwahl seiner Partei für die Nominierung zur Präsidentschaftswahl in Südkorea 2022 bewerben zu wollen. Dabei bekräftigte er seine Absicht die Wehrpflicht im Land grundlegend in Richtung Freiwilligkeit zu reformieren. Darüber hinaus möchte er erreichen, dass sowohl Männer als auch Frauen ein hunderttägiges militärisches Training absolvieren. In den Vorwahlen, die Lee Jae-myung gewann, erhielt Park lediglich 1,55 % der Stimmen.